# Chrysura hirsuta
Chrysura hirsuta is een vliesvleugelig insect uit de familie van de goudwespen (Chrysididae). De wetenschappelijke naam van de soort is voor het eerst geldig gepubliceerd in 1869 door Carl Eduard Adolph Gerstäcker.
Chrysura hirsuta zijn parasitoïden van metselbijen (Megachilidae, geslacht Osmia). In Japan is Chrysura hirsuta een parasitoïde van Osmia orientalis, een bij die haar nest maakt in lege slakkenhuizen. Daarin maakt ze een aantal cellen met een ei in elke cel. Wanneer de bij afwezig is sluipen wijfjes van Chrysura hirsuta in het nest en leggen hun eitjes in de cellen. De larve die uitkomt wacht tot de larve van zijn gastheer verpopt en begint dan het bloed van zijn gastheer op te zuigen. Er kunnen eitjes van meerdere wijfjes in een cel terechtkomen, maar slechts een larve zal het tot een volwassen insect brengen.